# 파천무 (1990년 드라마)
《파천무》는 KBS 2TV에서 1990년 4월 2일부터 1990년 10월 30일까지 방영되었던 역사 드라마인데 수양대군을 도덕성을 잃은 영웅으로 그리면서도 이에 대칭되는 세력의 정당성을 약화시켜 극의 전개를 일방으로 몰아갔다는 약점이 있었다.

## 트리비아
이 드라마는 1980년 전두환 정권의 군부독재에 의해 “하늘의 섭리를 배신한 것에 대한 질타”를 의미가 있었던 터라, 당시 12·12 군사 반란과 5·17 쿠데타로 이어지는 당시의 시대상과 곧바로 연결될 수 있었기 때문에 조기 종영되었으나 그 후 10년의 시간을 넘어 다시 기획되어 방영하였다.

## 줄거리
1450년부터 1456년까지 세조(수양대군)와 여진족 여인 설리, 그리고 사육신을 중심으로 조선 초기 권력을 둘러싼 암투와 야심, 충절 등을 그린 사극이다.

## 방송 일정
| 방송 채널 | 방송 기간                                                           | 방송 시간                               | 비고                                     |
| --------- | ------------------------------------------------------------------- | --------------------------------------- | ---------------------------------------- |
| KBS 2TV   | 1990년 4월 2일 ~ 1990년 4월 10일 1990년 5월 21일 ~ 1990년 10월 30일 | 매주 월요일, 화요일 밤 10시 ~ 10시 50분 |                                          |
| KBS 2TV   | 1990년 4월 17일 ~ 1990년 5월 15일                                   | 매주 화요일 밤 10시 ~ 10시 50분         | KBS 노조 파업으로 인해 월요일 대체 편성. |

## 등장 인물

### 주연
- 유동근 : 수양대군 이유 역
- 이순재 : 김종서 역[3]
- 김혜선 : 설리 역 - 여진족 여인, 김종서의 애첩
- 윤선빈 : 군주 시절의 단종 이홍위 역 (1452년~1455년, 12세~15세 시절)
  - 장덕수 : 2년간 세자 시절의 단종 이홍위 역 (1450년~1452년, 10세~12세 시절)

### 조선 왕실 관련
- 홍승일 : 문종 이향 역
- 반효정 : 혜빈 양씨 역
- 양영준 : 양녕대군 이제 역
- 백찬기 : 효령대군 이보 역
- 신은경 : 단종비 정순왕후 송씨 역

### 수양대군 관련
- 주호성 : 한명회 역
- 문창길 : 신숙주 역
- 백인철 : 홍윤성 역
- 최란 : 정희왕후 역
- 강태기 : 권남 역
- 송종원 : 양정 역
- 조민수 : 연실 역 - 홍윤성의 내연녀
- 이계영 : 홍달손 역
- 조재훈 : 임어을운 역

### 김종서 및 설리 관련
- 천호진 : 두미소 역 - 설리의 약혼자, 연실의 짝사랑 상대

- 안승훈 : 김승규 역
- 전병옥 : 배영팔 역 - 김종서의 집사장, 설리의 심복
- 김진태 : 일연 스님 역
- 이정웅 : 이징옥 역
- 김진군 : 고로 역
- 김윤형 : 박호문 역
- 김종결 : 이재하 역

### 조정 신료
- 고설봉 : 황희 역
- 정해창 : 정창손 역
- 강만희 : 강맹경 역
- 이한승 : 한확 역
- 임선택 : 김질 역
- 유병준 : 구치관 역
- 맹호림 : 허후 역
- 양형호 : 최항 역
- 김기진 : 기건 역
- 고희준 : 이휘 역
- 이신재 : 정인지 역
- 최헌철 : 유수 역
- 양재성 : 오로재 정종 역

### 단종 장릉 순절 절신
- 차두옥 : 안평대군 이용 역
- 장광비 : 금성대군 이유 역
- 최승철 : 하령군 이양 역
- 권오현 : 영양위 정종 역
- 반문섭 : 송현수 역
- 안병경 : 박팽년 역
- 김성원 : 황보 인 역
- 이문환 : 성삼문 역
- 안대용 : 유응부 역
- 이치우 : 하위지 역
- 김시원 : 이개 역
- 이운우 : 민신 역
- 박경득 : 유성원 역
- 강민호 : 김문기 역
- 김성겸 : 성승 역 - 성삼문의 아버지
- 김동완 : 박중림 역
- 김옥만 : 박쟁 역
- 김해권 : 권절 역
- 이일웅 : 이보흠 역
- 유병한 : 조극관 역
- 김창봉 : 정분 역
- 황건일 : 김시습 역

### 장릉 순절 절신들의 측근
- 김민희 : 경혜공주 역
- 서영진 : 황보 석 역 - 황보 인의 첫째아들
- 한정국 : 이계전 역
- 안형식 : 이현로 역
- 박칠용 : 왕방연 역

### 내시부 환관
- 한현배 : 엄자치 역
- 한근욱 : 전균 역
- 박해상 : 김연 역

### 그 외 인물
- 홍요섭 : 스님 역

## 같이 보기
- 파천무 (1980년)
- 대한민국의 텔레비전 드라마 목록 (ㅍ)
- 1990년 대한민국의 텔레비전 드라마 목록